# Beidi, Shanxi
Beidi (kinesiska: 北底, 北底乡) är en socken i Kina. Den ligger i provinsen Shanxi, i den norra delen av landet, omkring 150 kilometer söder om provinshuvudstaden Taiyuan. Antalet invånare är 8 527. Befolkningen består av 3 980 kvinnor och 4 547 män. Barn under 15 år utgör 17,0 %, vuxna 15-64 år 74 %, och äldre över 65 år 8,0 %.
Genomsnittlig årsnederbörd är 703 millimeter. Den regnigaste månaden är juli, med i genomsnitt 235 mm nederbörd, och den torraste är december, med 4 mm nederbörd.